# Ernst von den Brincken
Claus Wulff Richard Ernst (Wolf Ernst Claus Richard) von den Brincken (* 22. Juli 1835 in Frankfurt (Oder); † 11. Mai 1895 in Charlottenburg) war ein deutscher Verwaltungs- und Ministerialbeamter.

## Leben
Ernst von den Brincken studierte Rechtswissenschaften an der Ruprecht-Karls-Universität Heidelberg. 1857 wurde er Mitglied des Corps Saxo-Borussia Heidelberg. 1860 bestand er das Gerichtsreferendar-Examen. Er trat in den preußischen Staatsdienst ein. Von 1862 bis 1863 absolvierte er das Regierungsreferendariat bei der Regierung in Merseburg. 1863 bestand er das Regierungsassessor-Examen und war in den folgenden Jahren Regierungsassessor bei den Regierungen in Königsberg, Gumbinnen und Bromberg sowie beim Polizeipräsidium Berlin. 1872 wurde er zum Landrat des Landkreises Allenstein ernannt. 1877 wurde er zum Polizeipräsidium Berlin versetzt und zum Regierungsrat befördert. 1880 wechselte er als Hilfsarbeiter in das Preußische Innenministerium. 1881 wurde er zum Geheimen Regierungsrat und 1884 zum Geheimen Oberregierungsrat ernannt. 1890 wurde er pensioniert. Bis zu seinem Tod lebte er in Charlottenburg.

## Familie
Seine Eltern waren der Regierungsrat Franz von der Brincken (1796–1873) und dessen Gemahlin Johanna Louise von Natzmer (1809–1872). Ernst von der Brincken selbst heiratete am 9. Januar 1873 in Berlin die bürgerliche Louise Lous. Ihre drei Kinder waren Konrad (1874), Egon (1875), Louise (1877–1877).

## Ehrungen
- Roter Adlerorden II. Klasse